# Iyami Oshooronga
Iyami Oshooronga es la reina del culto de hechicería, conocidas como las brujas en la religión yoruba. Pertenece al panteón yoruba, como un EEWOS . Son también conocidas como Ajogún o Ajonjún, los dignatarios de la noche y/o ancianos de la noche.
Según Ifá, es el Odú que trajo el culto de Ìyáàmi Òsòròngá a través del Odú Òsá Méjì.
Su nombre proviene de un sonido onomatopéyico de un pájaro africano, Oxorongá (Òsòròngá). 

## Ìyáàmi Òsòròngá o Iami Oxoronga.
Conocidas como las Madres ancestrales. Quienes siguen su culto son conocidos como brujos y brujas, los cuales pueden ser buenos o malos.
Así también se conoce en la religión yoruba con el nombre sagrado a la entidad que representa el poder generador de vida femenino por excelencia.
Aquellos que infringen las leyes de Ifá son castigados severamente por Ìyáàmi, manteniendo así un equilibrio en lo natural, un equilibrio que por lo demás es muy delicado, por lo que si el Babalawo no tiene la debida instrucción nada debe ser hecho en lo que concierne a Òrìsá, o a Ifá.
En el Odú Òsá Méjì se enseña y se destaca la supremacía de las Ìyámis, de su enorme poder, del control con respecto al elemento más importante y noble, la sangre, su poder de controlar y generar la vida de las maneras más extrañas. En el Odú de Ifá Ogbè Òsá se pone de manifiesto que la energía de Ìyáàmi se utiliza para lo bueno y para lo malo. Así a través de todo el cuerpo litúrgico de Ifá se va aprendiendo el estudio de la deidad;Iyamí  Ochooronga.
A Iyami Oxorongá (Ìyáàmi Òsòròngá) se le debe un completo respeto, por eso, cuando se pronuncia su nombre, quien estuviera sentado tiene que levantarse, quien estuviera de pie hará una reverencia, pues este es un temible Orisha.
Es la dueña de la barriga y nada ni nadie se puede resistir a sus sacrificios fatales y sobre todo cuando ella ejecuta el Ojiji, el hechizo más terrible.
Cuidado, que si no se sabe como aplacar la furia de Iyami Oxorongá o inducirla hacia lo que uno quiere, lo único que queda es ahuyentarla o exorcizarla, porque su furia es fatal.
Al referimos a Iyami Oxorongá (Ìyáàmi Òsòròngá), durante el día, antes de ponerse el sol, hacemos una X en el suelo, con el dedo índice para de esta forma ahuyentar todo lo que representa peligro y si se hace durante la noche, se pasa la mano extendida a la altura de la cabeza, de un lado al otro, para evitar que se pose, de no hacerlo significaría la muerte.

## Patakkin
Òsá-Méjì descubrió que la mayoría de las divinidades habían marchado hacia la tierra, por lo que decidió ir y ver cómo era el lugar. Fue a los tres Awoses.
Òsá-Méjì fue aconsejado que hiciera sacrificio porque iba a practicar el arte de Ifa entre grandes hechiceros. Se le dijo que hiciera un sacrificio con un macho cabrío al Irúnmólè  Èsù, una guinea a su Ifa y una paloma a su cabeza Ori. Òsá-Méjì no hizo el sacrificio debido, ya que estaba muy apurado en llegar al mundo.
Como él era uno de los dieciséis hijos de Òrúnmìlà que decidieron venir al mundo alrededor de la misma fecha, no halló el camino hacia el mundo en el momento adecuado debido al macho cabrío que dejó de ofrendar a Esù. Su ángel guardián no lo pudo guiar porque a él tampoco le hizo sacrificio. Su cabeza tampoco lo pudo salvar porque a ella tampoco le ofreció sacrificio. Por lo tanto, andaba vagando por el camino hasta que llegó al último río del cielo. Antes de cruzar hacia el mundo. En la orilla del río se encontró con la madre de los hechiceros, Ìyáàmi Òsòròngá, quien llevaba allí mucho tiempo, ya que nadie accedía a ayudarla a cruzar el río. Ella también venía hacia el mundo, pero se encontraba muy débil para cruzar el pequeño y estrecho puente sobre el río.
De esta forma, Ìyáàmi Òsòròngá le rogó que la ayudara a cruzar el río, pero el le explicó que el puente que se llamaba Ekoko no soportaría a dos personas a la misma vez.. Ìyáàmi Òsòròngá entonces le propuso a Òsá-Méjì que abriera la boca para que ella se le pudiera meter dentro. Òsá-Méjì accedió y ella buscó un lugar dentro de su estómago. Cuando él llegó al otro lado del puente, le dijo que saliera, pero ella se negó alegando que su estómago constituía una morada adecuada para ella. Habían comenzado los problemas de Òsá-Méjì con la hechicería. Cuando ella se negó a salir del estómago, Òsá-Méjì pensó que podía engañarla diciendo que moriría de hambre dentro de su estómago, pero ella respondió que no moriría de hambre mientras él tuviera un hígado, un corazón e intestino, ya que esas eran sus comidas predilectas. Òsá-Méjì comprendió el problema que enfrentaba cuando la mujer le mordió el hígado. Entonces Òsá-Méjì extrajo sus instrumentos de adivinación y llamó a Ifa para salir del aprieto. Ifa le dijo que hiciera sacrificio inmediatamente con un chivo, una botella de aceite y tela blanca, lo cual él sacó rápidamente de su Akpo Mínijekun. Enseguida cocinó el hígado, el corazón y los intestinos del chivo y le dijo a Ìyáàmi Òsòròngá que había comida lista para ella. Cuando la mujer olió el invitador aroma de la comida, salió de su estómago. No obstante, ella le dijo que le estaba prohibido comer delante de nadie. Entonces él hizo una tienda con la tela blanca y ella se metió dentro de la misma para disfrutar de la comida. Mientras ella comía, Òsá-Méjì se alejó corriendo y rápidamente buscó un útero donde introducirse y venir al mundo.
Ìyáàmi Òsòròngá terminó de comer e inmediatamente comenzó a buscar a Òsá-Méjì por los alrededores, pero no lo pudo encontrar y con furia comenzó a gritar el nombre de él Osasa, Osasa, Osasa, convirtiéndose en el grito de los hechiceros hasta el día de hoy.
Ìyáàmi Òsòròngá aún se encuentra buscando a Òsá-Méjì .